# Bączki
Bączki (prononciation : [ˈbɔnt͡ʂki]) est un village polonais de la gmina de Maciejowice dans le powiat de Garwolin de la voïvodie de Mazovie dans le centre-est de la Pologne.
Il se situe à environ 13 kilomètres au nord-ouest de Maciejowice (siège de la gmina), 18 kilomètres au sud-ouest de Garwolin (siège du powiat) et à 58 kilomètres au sud-est de Varsovie (capitale de la Pologne).

## Histoire
De 1975 à 1998, le village appartenait administrativement à la voïvodie de Siedlce.